# La bocca sulla strada
La bocca sulla strada è un film del 1941 diretto da Roberto Roberti.

## Trama
In un vecchio palazzo del centro della città a Napoli, il nobile proprietario in punto di morte affida al fedele portiere la responsabilità di accudire una sua figlia illegittima.
Il portiere, dopo la promessa fatta, segue la fanciulla cercando di aiutarla a vivere nel migliore dei modi. Nel frattempo nel palazzo è venuta ad abitare una nuova famiglia di industriali, che per prima cosa fa eseguire alcuni lavori per apportare migliorie all'edificio.
Il giovane figlio della nuova famiglia si innamora quasi subito della ragazza; la loro storia d'amore, non priva di contrasti e incomprensioni, arriverà al matrimonio.

## Curiosità
- Gli attori Carla Del Poggio, Vera Bergman e Guglielmo Barnabò avevano già recitato insieme l'anno prima in Maddalena... zero in condotta (1940).

## Distribuzione
Il film fu distribuito nelle sale cinematografiche italiane a partire dal 10 ottobre del 1941.

## La critica
Diego Calcagno nella pagine di Film del 27 dicembre 1941 « Sia messo in castigo chi ha dato il titolo così astrusamente simbolico "La bocca sulla strada", a questo film che invece è molto chiaro e gustoso. L'azione si svolge in una portineria di quei grandi palazzi napoletani di cui ho un vivo ricordo. Armando Falconi nella sua livrea di portinaio è un attore stupefacente, americani e francesi ce lo possono invidiare»